# Anakapalli
 (mai 2024).
Si vous disposez d'ouvrages ou d'articles de référence ou si vous connaissez des sites web de qualité traitant du thème abordé ici, merci de compléter l'article en donnant les références utiles à sa vérifiabilité et en les liant à la section « Notes et références ».
Anakapalli, est une ville et le chef-lieu du district d'Anakapalli dans l'État d'Andhra Pradesh en Inde. 
Selon le recensement de l'Inde de 2011, la localité compte une population de 86 519 habitants. En 2015, la municipalité est intégrée à la corporation municipale du Grand Visakhapatnam (en).